# Łosiewice
Łosiewice is een plaats in het Poolse district  Węgrowski, woiwodschap Mazovië. De plaats maakt deel uit van de gemeente Łochów en telt 330 inwoners.